# Ostropłetwiec
Ostropłetwiec (Pholis gunnellus) – gatunek morskiej ryby z rodziny ostropłetwcowatych (Pholidae).

## Zasięg występowania
Północny Ocean Atlantycki i morza przylegające, również Morze Bałtyckie. Zwykle w płytkich wodach przybrzeżnych, ale spotykany również na głębokościach do 100 m.

## Opis
Ciało wstęgowate, pokryte grubą warstwą śluzu. Ubarwienie żółtobrązowe. Od 9–13 ciemnych cętek wzdłuż podstawy płetwy grzbietowej. Mały otwór gębowy.
Ostropłetwiec dorasta do 30 cm, populacja bałtycka nie przekracza 20 cm długości. Żywi się głównie drobnymi skorupiakami i ikrą innych gatunków. Tarło odbywa od listopada do stycznia. Samica składa pomiędzy kamieniami lub do pustej muszli małży 80–200 jajeczek. Rodzice opiekują się złożoną ikrą. Larwy pelagiczne, odżywiają się planktonem.